# Крейсери типу «Баїя»
Крейсери типу «Баїя» - пара крейсерів-розвідників, побудованих для Бразилії компанією Armstrong Whitworth у Сполученому Королівстві на основі конструкції, який значною мірою запозичив у британських  крейсерів-розвідників «Адвенчур». Тип складався з головного корабля «Баїя»та його побратима «Ріу-Гранді-ду-Сул», а також третього корабля «Сеара», будівництво якого було скасовано. Кораблі були названі на честь штатів Бразилії. 

## Конструкція
Як тип, вони були найшвидшими крейсерами у світі на момент введення в експлуатацію та першими у бразильському флоті, які використовували парові турбіни для руху.
У середині 1920-х років обидва кораблі були суттєво модернізовані трьома новими турбінними двигунами Брауна-Кертіса та шістьма новими котлами Торнікрофта, і в процесі їх було переобладнано з вугільного палива на нафту. 

## Служба
Під час Другої світової війни обидва крейсери використовувалися для ескортування конвоїв. 4 липня 1945 року «Баїя» загинула після інциденту, який спричинив потужний вибух, який вивів з ладу корабель і потопив його за лічені хвилини, що призвело до великої кількості людських жертв. «Ріу-Гранді-ду-Сул», пережив війну і був утилізований у 1948 році.